# تپه دولت‌آباد (اردبیل)
تپه دولت آّباد مربوط به سده‌های میانی دوران‌های تاریخی پس از اسلام است و در شهرستان اردبیل، بخش مرکزی، دهستان غربی، روستای دولت‌آباد واقع شده و این اثر در تاریخ ۱۸ اسفند ۱۳۸۷ با شمارهٔ ثبت ۲۴۹۶۱ به‌عنوان یکی از آثار ملی ایران به ثبت رسیده است.